# Наумова, Марьяна Александровна
Марья́на Алекса́ндровна Нау́мова (род. 22 апреля 1999, Старая Русса, Новгородская область, Россия) — российская спортсменка в пауэрлифтинге — жим штанги лёжа. Российская телеведущая общественно-политического ток-шоу «Время покажет» на «Первом канале» с 2022 года, журналист, военный корреспондент.
Спортивную карьеру начала в десятилетнем возрасте в 2009 году. В период с 2009 по 2016 год неоднократно занимала призовые места на чемпионатах Мира по пауэрлифтингу (жим штанги лёжа) по версиям спортивных федераций IPA, WPC, IPL, IRP в категориях Open и Junior. Обладатель мировых рекордов по версиям этих федераций. Призёр чемпионатов России по версии федерации ФПР-IPF. Чемпионка России среди студентов ФПР-IPF.
Первая в мире девушка в возрасте до 18 лет, допущенная к участию в профессиональных турнирах по пауэрлифтингу, выполнившая норматив Элита России (по версии Национальной ассоциации пауэрлифтинга) и ставшая лицом обложки крупнейшего в мире журнала по пауэрлифтингу Powerlifting USA.
Тренером спортсменки является отец, Наумов Александр Валентинович.
Сестра, Наумова Александра Александровна, 15.06.2006 года рождения, чемпионка г. Москва (Центральный федеральный округ) по пауэрлифтингу (жим штанги лёжа) в номинации «жим лёжа классический».
В период с апреля 2016 по апрель 2018 года за нарушение антидопинговых правил была дисквалифицирована в федерации IPF. В 2018 году вернулась в большой спорт. Общественный деятель, блогер.
Член Общественной Палаты г.о. Химки.
Член ЛКСМ (Ленинский коммунистический союз молодёжи).

## Биография
Марьяна Наумова родилась 22 апреля 1999 года в городе Старая Русса Новгородской области. Обучалась в Химкинском общеобразовательном лицее № 12. В 2017 году после получения среднего образования поступила в Российский государственный гуманитарный университет. По состоянию на 01.04.2019 обучалась на 2 курсе факультета международных отношений и зарубежного регионоведения.
В 2003 году начала заниматься спортивной аэробикой, в 2009 — пауэрлифтингом (жим штанги лёжа).

## Спортивные достижения
2010
06.02.2010 Мастерский турнир AWPC/WPC по пауэрлифтингу и жиму лёжа «Чемпионат Подмосковья», г. Красноармейск Московская область. 1 место тинейджеры. Результат 37,5.кг., весовая категория до 44 кг. Установлен рекорд России в категории «тинейджеры 13-18».
05.06.2010 года. "4-й Международный турнир «Кубок Черного моря», федерация УБФП, г. Одесса, Украина. 1 место во взрослой категории «OPEN», 1 место — тинейджеры, 1 место — Абсолютная категория. Результат — 50 кг, весовая категория до 47,5 кг.
19 декабря 2010 года на турнире Worldlifting в Москве Марьяна Наумова выжала лежа от груди штангу весом 60 кг. 15 марта 2011 года это достижение Марьяны Наумовой (жим штанги без экипировки 60 кг в 11 лет) зафиксировала «Книга рекордов России». Наумовой был выдан диплом и памятный знак рекордсмена.
2011
18—19 февраля 2011 года на Открытом чемпионате Украины по пауэрлифтингу и жиму штанги лёжа федерации WPA-Украина (Новый Буг, Николаевская область) Марьяна Наумова установила очередной мировой рекорд в жиме штанги лежа, показав результат 62,5 кг в весовой категории до 44 кг. Наумова заняла 1-е место в возрастной категории «тинейджеры», 1-е место в OPEN, 2-е место в Абсолютном первенстве (OPEN). Наумова выполнила норматив Мастер спорта международного класса федерации WPAU. Достижение Марьяны Наумовой было внесено в Национальный реестр рекордов Украины, представители которого присутствовали на турнире, как «Самый большой вес штанги, выжатый девочкой в возрасте 11 лет на территории Украины».
3 мая 2011 года на Чемпионате Европы по пауэрлифтингу и жиму штанги лёжа федерации IPA (Сочи) заняла 1-е место среди подростков 13—15 лет, 1-е место среди женщин в весовой категории до 48 кг, 1-е место в абсолютном зачёте среди женщин.
2012
15.04.2012 года. Открытый чемпионат Московской области по пауэрлифтингу и жиму штанги лёжа федерация IPA-Россия, г. Мытищи, Московская область. Абсолютная чемпионка среди женщин. Установлен новый абсолютный мировой рекорд среди девушек-подростков 14 лет.
26.05.2012 года. Чемпионат Мира по пауэрлифтингу и жиму штанги лёжа без экипировки, федерация WPA, г. Луцк, Украина. Результат — 87,5 кг в весовой категории до 48 кг. Рекорд мира и 1 место среди тинейджеров, 2 место в Абсолютном первенстве среди взрослых (OPEN). Выполнен норматив Элита России в жиме штанги лёжа по версии федерации WPA-Россия.
2013

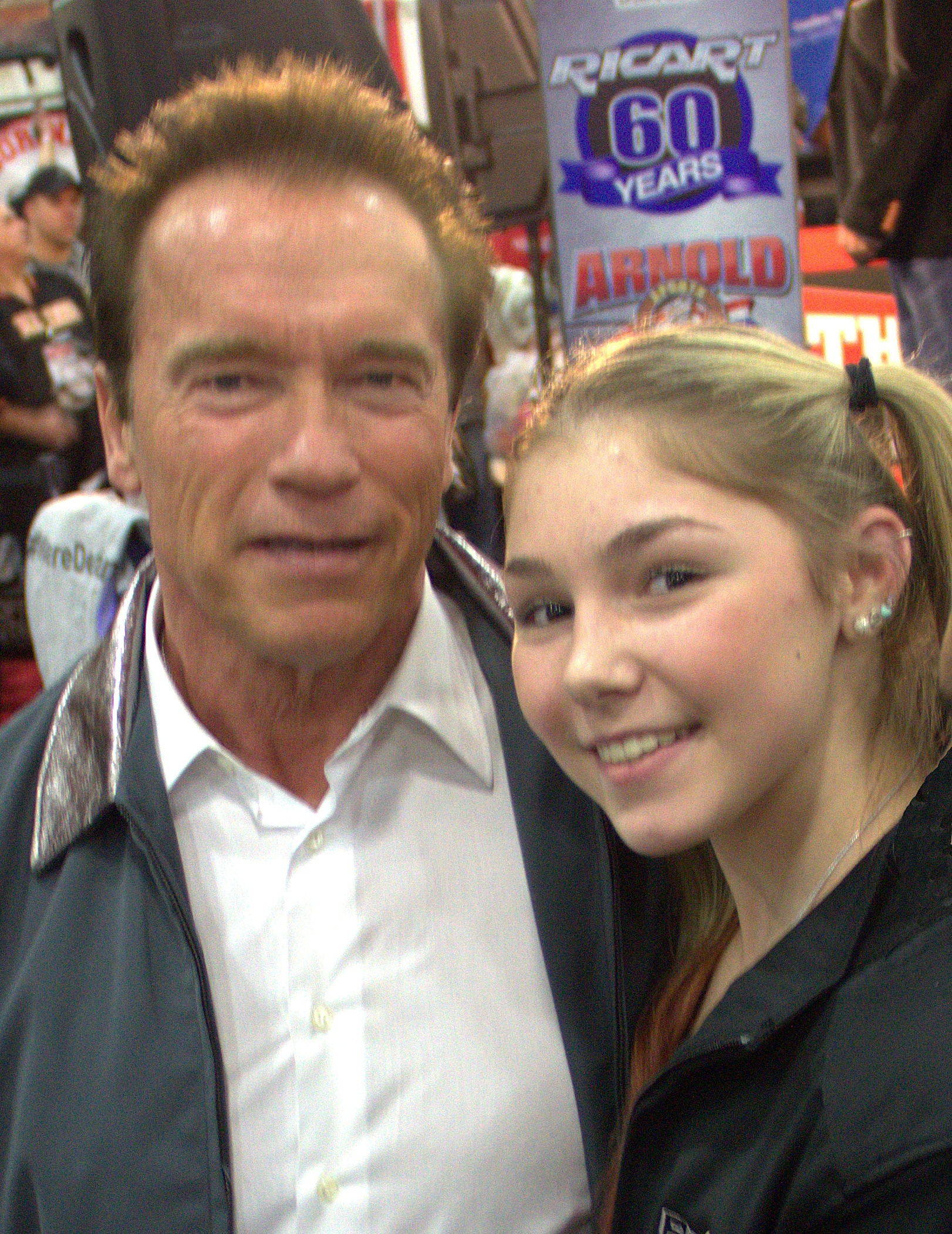
С Арнольдом Шварценеггером, «Арнольд Классик 2013»

1-4.03.2013 Профессиональный турнир Arnold Bench Bash федерация XPC в рамках спортивного фестиваля «Арнольд Классик» (Колумбус, США). Абсолютный мировой рекорд среди девушек-тинейджеров, результат 105 кг.
11-14.04.2013 международная выставка спортивных товаров, здорового образа жизни и фитнес-индустрии FIBO 2013, Кёльн, Германия. Марьяна Наумова, единственная из представительниц «слабого» пола получила персональное приглашение на турнир «FIBO POWER Strongest Benchpresser», в котором приняли участие 10 самых сильных спортсменов Европы. Показательное выступление в жиме штанги лёжа без экипировки с результатом 100 кг.
27.10.2013 года. На Чемпионате Мира по пауэрлифтингу и жиму штанги лёжа федерация WPC-2013 в г. Прага (Чехия) выступая в безэкипировочном дивизионе Марьяна Наумова заняла 3 место среди женщин во взрослой категории, а также установила мировой рекорд и стала абсолютной чемпионкой в категории «юниоры», выжав штангу весом 110 кг.
29.10.2013 На Чемпионате Мира по пауэрлифтингу и жиму штанги лёжа WPC-2013 выступая в экипировочном дивизионе, Марьяна Наумова выжала 135 кг заняла 2 место среди женщин во взрослой категории и стала абсолютной чемпионкой Мира в категории «юниоры».
04.11.2013 года. Всероссийский жим-марафон (в честь Дня народного единства) г. Екатеринбург (3500 участников, 19 городов России, 72 фитнес-клуба) — Установлен новый абсолютный мировой рекорд среди девушек-подростков в экипировке, результат 140 кг.
2014
24.11.2014 На Чемпионате Мира по пауэрлифтингу и жиму штанги лёжа IRP-2014 в г. Цеханув, Польша, Марьяна Наумова заняла 1 место в своей весовой категории, выступая в возрастной категории OPEN (взрослые), с результатом 120 кг.
2015
08.03.2015 на профессиональном турнире «Arnold Bench Bach» Марьяна Наумова справилась со штангой весом 150 кг. (в экипировке), установив абсолютный мировой рекорд среди девушек-тинейджеров. Турнир проходил в рамках крупнейшего в мире спортивного мультифестиваля «Арнольд Классик».
2016
16.01.2016 на чемпионате Московской области по классическому жиму лёжа по версии федерации ФПР (IPF) Марьяна Наумова заняла 1 место в своей весовой категории, а также заняла 2 место в абсолютной категории среди женщин (OPEN).
16.02.2016 на первенстве России по классическому жиму лёжа среди юношей и девушек по версии федерации ФПР (IPF) в г. Тамбов, Россия, Марьяна Наумова заняла 1 место в своей весовой категории, установив национальный рекорд. Результат спортсменки — 110 килограммов.
2018
04.08.2018 на международном турнире по пауэрлифтингу «Svrljig Open — Belmužijada», проводимом Сербской федерацией пауэрлифтинга IPF в городе Сврлиг, Марьяна Наумова заняла 1 место во взрослом (OPEN) и в юниорском зачёте. Данное выступление спортсменки было первым после двухлетней паузы, вызванной дисквалификацией спортсменки.
27.09.2018 чемпионат Сирии по пауэрлифтингу (жим лёжа) по версии федерации APF-IPF, Марьяна Наумова стала абсолютной чемпионкой турнира с результатом 100 кг, выступая за спортивные команды РГГУ (Москва) и ДонВОКУ (Донецк, ДНР). Также, Наумова провела показательное выступление в Алеппо в рамках спортивного праздника.
06.10.2018 первенство Москвы по пауэрлифтингу (жиму и жиму классическому) по версии федерации ФПР (IPF) в г. Москва, 1 место в возрастной категории «Юниорки до 23 лет» и 2 место в категории OPEN.
16.11.2018 чемпионат России по жиму (жиму классическому) по версии федерации ФПР (IPF) в г. Суздаль (Владимирская область), 3 место в категории OPEN.
2019
30.03.2019 Всероссийские соревнования по пауэрлифтингу (жим лёжа) среди студентов, федерация ФПР (IPF) г. Москва, 1 место (OPEN) весовая категория до 84 кг, 2 место в Абсолютном зачёте (OPEN).
07.04.2019 Кубок Москвы по пауэрлифтингу (жиму и жиму классическому) федерация ФПР (IPF) г. Москва, 1 место (OPEN) весовая категория до 84 кг, 1 место в Абсолютном зачёте (OPEN) среди женщин. Результат — 102,5 кг.

## Дисквалификация
В марте 2016 года у Марьяны Наумовой, единственной из всех участвующих в соревнованиях Arnold Sports Festival по версии ведущей мировой федерации пауэрлифтинга IPF спортсменок, оказался положительный результат при допинг-контроле. 17-летняя спортсменка была дисквалифицирована из-за наличия в пробе диуретиков и отстранена от участия в соревнованиях по версии спортивной федерации IPF на два года, а также оштрафована.

## Общественная деятельность
Летом 2014 года Марьяна Наумова написала письмо лидеру Ким Чен Ыну, в котором, рассказав о своих спортивных достижениях и членстве в молодёжной организации КПРФ, попросила показать ей Северную Корею. В августе 2014 года Наумова получила приглашение от Трудовой партии КНДР и посетила Корею с недельным визитом, в течение которого побывала в детских и спортивных учреждениях КНДР а также провела тренировку с Олимпийской сборной КНДР по тяжелой атлетике. Визит российской школьницы и спортсменки широко освещался российскими СМИ, в которых Наумову называли «русской Самантой Смит» а её поездку — «детской дипломатией».
В октябре 2014 года Марьяна Наумова посетила ДНР, где провела детские спортивные мероприятия и встречи со школьниками. В дальнейшем неоднократно посещала непризнанные республики с гуманитарными миссиями, за что её осуждали в украинских СМИ и официальных органах власти
В 2013 году Марьяна Наумова стала героиней телепередачи «Galileo» немецкого телеканала «ProSieben». В научно-познавательной передаче обсуждались спортивные достижения Наумовой, а также негативное влияние силового спорта на детское здоровье.
4 ноября 2015 года Марьяна Наумова по личному приглашению Игоря Додона посетила Молдавию. Наумова провела встречи с молодёжью и школьниками в Кишинёве, Бричанах, Тараклии а также спортивные соревнования.
30 июня 2016 года Наумова обратилась к Надежде Савченко с просьбой скорректировать «Закон Украины об оккупированных территориях» с тем, чтобы дети-спортсмены ДНР и ЛНР могли бы выступать на соревнованиях. Позицию спортсменки подвергла критике сестра Надежды Савченко, Вера:

Надя ей посоветовала позвонить Путину и попросить его ослабить законы РФ относительно Крыма и засечь время, за которое Марьяну схватят и посадят за призывы к сепаратизму в РФ….

В 2017 году Марьяна Наумова стала героиней телефильма «Иные» из документального цикла «Сильные телом» телеканала «Наука», российского телеканала о достижениях науки и техники. В телефильме обсуждалась феноменальная сила девочки с научной точки зрения.
8 декабря 2018 года общим собранием членов московского областного комитета ЛКСМ (Ленинский коммунистический союз молодёжи) Марьяна Наумова избрана в состав Бюро областного комитета ЛКСМ.
Вела блог на сайте Эхо Москвы, где периодически выступала с критикой действующей власти по различным вопросам, как-то: участие молодёжи в митингах, антидопинговая программа, обнуление президентских сроков в России.
Ведет телеграм-канал «Марьяна Батьковна».
В марте 2022 года Марьяна Наумова раскритиковала обращение Арнольда Шварценеггера к россиянам по поводу вторжения России на Украину, в котором он обвинил российскую власть в агрессии и дезинформации населения. Наумова напомнила, как ещё в 2015 году передавала ему письма от детей из самопровозглашённых ДНР и ЛНР, а также коснулась нацистского прошлого его отца и периода симпатии к идеям Гитлера самого актёра.
Поддерживая вторжение России на Украину и позиционируя себя как военный корреспондент, Марьяна Наумова участвовала в «курсах для военкоров», организованных «Группой Вагнера».

## Санкции
7 января 2023 года, на фоне вторжения России на Украину, Марьяна Наумова была внесена в санкционный список Украины, так как она «часто посещает прифронтовые и оккупированные территории Украины, чтобы снимать пропагандистские сюжеты в поддержку войны в соответствии с кремлевскими нарративами» и «поддерживает путинскую агрессию и массовые убийства мирных жителей в Украине». Санкции предполагают блокировку активов, полное прекращение коммерческих операций, остановку выполнения экономических и финансовых обязательств. Ранее Наумова была внесена ФБК в список коррупционеров и разжигателей войны с предложением введения против неё международных санкций.

## Награды и премии
Муниципальных и государственных органов и организаций
28 апреля 2015 года «за активную общественную работу и высокий профессионализм» Марьяна Наумова была награждена Благодарственным письмом Московской областной Думы.
30.12.2015 года Марьяна Наумова награждена почетным знаком «С благодарностью от Главы» городского округа Химки, Московской области.
24.09.2019 за гуманитарную миссию на Донбассе Марьяна Наумова награждена Благодарственным письмом Государственной Думы РФ (фракция «Справедливая Россия»).
12.03.2020 за вклад в развитие детско-юношеского спорта и пропаганду здорового образа жизни Марьяна Наумова награждена Почетной грамотой Московской областной Думы.
Премия Правительства Российский Федерации в области средств массовой информации "за серию репортажей о жизни освобожденных территорий и гуманитарную деятельность в районах, жители которых нуждаются в самом необходимым". Распоряжение правительства РФ от 18.12.2024, награждение 10.01.2025.
Ведомственные и общественные
- Орден «Дружбы» СКП-КПСС (22 апреля 2016 года «Союз коммунистических партий — Коммунистическая партия Советского Союза» — союз коммунистических организаций)[82].
- Орден «За заслуги перед партией» КПРФ (22 апреля 2019 года, Коммунистическая партия Российской Федерации, высшая партийная награда)[83][84].

Профессиональные
- 28.03.2024 Всероссийский конкурс журналистов "Имя ей - женщина", учредители Союз журналистов России и Общероссийская общественно-государственная организация Союз женщин России, первое место в номинации "Всегда в форме"[85][86].
- 24.05.2024 Всероссийский конкурс "Премия имени Владимира Сунгоркина", учредитель медиагруппа "Комсомольская правда", первое место в номинации "Самый перспективный автор телеграм-канала" (телеграм-канал Марьяна Батьковна)[87].
- 29.10.2024 Всероссийская общественная премия за личный вклад в этнокультурное развитие и укрепление единства народов России «ГОРДОСТЬ НАЦИИ», учредитель Общероссийская общественно-государственная организация Ассамблея народов России, номинация «За вклад в информационное сопровождение государственной национальной политики», первое место[88].
- 27.11.2024 Премия "Блогема" (первая в России профессиональная премия инфлюенсеров, отмечающая социально значимые достижения блогеров), специальная номинация "Блогер с риском для жизни", первое место. Награждение состоялось в киноконцертном комплексе "Мосфильм", учредитель премии - Ассоциация блогеров и агентств (АБА)[89][90].

Награды других государств
- Почетное звание «Заслуженный мастер спорта ДНР» (Постановление Народного Совета ДНР I-151П-НС от 24 апреля 2015 года) — «за выдающийся вклад в повышение авторитета Донецкой Народной Республики и спортсменов Донбасса на международном уровне, приложенные усилия для помощи детям Донбасса, проявленные при этом исключительное мужество и мастерство»[91][92].
- Знак отличия «За заслуги перед Республикой» № 45 (Указ Главы ДНР № 108 от 04 мая 2017 года, Донецк) — за плодотворную государственную и общественную деятельность, особые заслуги в гуманитарной и благотворительной деятельности, защите человеческого достоинства и прав граждан Донецкой Народной Республики.[93].
- Почетный гражданин ДНР (7.05.2021)[94].